# خومن (غوهران)
خومن (بالفارسية: خومن) هي قرية تقع في إيران في قسم غوهران الريفي. يقدر عدد سكانها بـ 151 نسمة بحسب إحصاء 2016.